# Паспорт громадянина Литви
Паспорт громадянина Литви  — документ, що видають громадянам Литви для здійснення поїздок за кордон.
Кожен громадянин Литви також є громадянином Європейського Союзу. Паспорт разом із посвідченням на національну особу дозволяє вільно володіти правами на пересування та проживання в будь-якій з держав Європейського Союзу та Європейського економічного простору.
Паспортна книга містить 32 сторінки та полікарбонатну сторінку персональних даних; особисті дані, фотографія та підпис лазерно гравіруються. Паспорт виготовлений відповідно до вимог Міжнародної організації цивільної авіації (ІКАО). Паспорти видають громадянам Литви на вимогу та діють до 10 років (для дорослих) та 5 років (для дітей від 5 до 16 років). Для дітей молодшого віку паспорт дійсний на два роки, який може бути продовжений за окремою проханням на строк до п'яти років.

## Зовнішній вигляд
Відповідно до стандартного дизайну Європейського Союзу, литовські паспорти — бургундського кольору, з литовським гербом вставленим у центрі передньої обкладинки. Над гербом надписуються слова «Europos Sąjunga» (Європейський Союз) та «Lietuvos Respublika» (Литовська Республіка), а над гербом вписані слова «Pasas» (паспорт). Литовські паспорти мають стандартний біометричний символ внизу.

## Візові вимоги для громадян Литви
Станом на 2017 рік громадяни Литви мають можливість відвідувати без візи загалом 149 держав і територій. Згідно з Індексом обмежень візового режиму, литовський паспорт став 9-м у світі.